# 秘密化學
秘密化學(Clandestine chemistry)是秘密進行的化學實驗，尤其是在非法藥物實驗室中進行的化學實驗。大型實驗室通常由幫派和有組織的犯罪組織經營，意在生產並分發到黑市上。較小的實驗室可以由單獨從事化學工作的化學家經營，以便合成較少數量的受控物質，或者只是出於業餘愛好者對化學的興趣，這通常是因為難以確定在黑市上獲得的其他非法合成藥物的純度。秘密實驗室一詞通常用於涉及非法化合物生產的任何情況，無論所使用的設施是否符合真正的實驗室條件。

## 歷史
古代形式的秘密化學包括製造炸藥。
另一種古老的秘密化學形式是非法釀造和蒸餾酒精。這樣做通常是為了避免對烈酒徵稅。
從1919年到1933年，美國立法禁止銷售、製造或運輸酒精飲料。這為釀酒商打開了一扇門，可以為自己的城鎮供應酒精。就像現代的藥物實驗室一樣，釀酒廠也被放置在農村地區。當時的私酒「月光酒」通常是“玉米威士忌”，即由玉米製成類似威士忌的烈酒。今天，美國製造的玉米威士忌可以以該名稱貼標籤或銷售，或者作為波旁威士忌或田納西威士忌，具體取決於生產過程的細節。